# Hyposidra apicifulva
Hyposidra apicifulva är en fjärilsart som beskrevs av W. Warren 1907. Hyposidra apicifulva ingår i släktet Hyposidra och familjen mätare. Inga underarter finns listade i Catalogue of Life.